# 真穗草属
真穗草属（学名：Eustachys）是禾本科下的一个属，为草本植物。该属共有约10种，分布于美洲、非洲和马来西亚、越南。